# Charitovalgus andamanicus
Charitovalgus andamanicus är en skalbaggsart som beskrevs av Hermann Julius Kolbe 1904. Charitovalgus andamanicus ingår i släktet Charitovalgus och familjen Cetoniidae. Inga underarter finns listade i Catalogue of Life.